# أليكس راميريز
أليكس راميريز (بالإسبانية: Alex Ramírez) هو لاعب كرة قاعدة فنزويلي، ولد في 3 أكتوبر 1974 في كاراكاس في فنزويلا.

## وصلات خارجية
- أليكس راميريز على موقع دوري كرة القاعدة الرئيسي (الإنجليزية)
- أليكس راميريز على موقع الدوري الياباني لكرة القاعدة (الإنجليزية)
- أليكس راميريز على موقعبيزبول رفرنس.كوم (الدوري الرئيسي) (الإنجليزية)
- أليكس راميريز على موقعبيزبول رفرنس.كوم (الدوري الثانوي) (الإنجليزية)
- أليكس راميريز على موقع إي إس بي إن.كوم (أم.أل.بي) (الإنجليزية)
- أليكس راميريز على موقع مشجعي الرسوم البيانية (الإنجليزية)